# Iaçu
Iaçu is een gemeente in de Braziliaanse deelstaat Bahia. De gemeente telt 28.602 inwoners (schatting 2009).